# Nhà thờ Nuestra Señora de la Asunción (Elvillar)
Nhà thờ Nuestra Señora de la Asunción (Tiếng Tây Ban Nha: Iglesia de Nuestra Señora de la Asunción) là một nhà thờ nằm ở Elvillar/Bilar, Tây Ban Nha. Nó được công nhận là Bien de Interés Cultural năm 1984.